# Javier Manjarín
Javier Manjarín Pereda, född den 31 december 1969 i Gijón, Spanien, är en spansk fotbollsspelare som tog OS-guld i herrfotbollsturneringen vid de olympiska sommarspelen 1992 i Barcelona. 